# Oca
Oca (din turcă okka) este o veche unitate de măsură pentru masă (egală cu 1,271 kg în Țara Românească și cu 1,291 kg în Moldova) sau pentru capacitate (egală cu 1,288 l în Țara Românească și cu 1,520 l în Moldova).
Ocaua (la plural ocale sau oci), egală cu 1,520 l, era împărțită în 4 litre, 8 cincizeci, 16 ciocane și 400 dramuri. Ea a fost introdusă în Moldova în secolul al XVII-lea, când Imperiul Otoman încerca să monopolizeze comerțul exterior al țării.
Turcii, la rândul lor, au împrumutat măsura de la arabi, unde ocaua (wakljab, ukijab) era egală cu 1,252 kg sau cu patru livre romane. În Imperiul otoman, ocaua avea 1,283 kg, fiind apropiată de mărimea ocalei din Țara Românească și Moldova. 
Prin extensie, ocaua desemna cantitatea de marfă, de obiecte etc. egală cu această unitate de măsură.
Cinzeaca, folosită ca măsură de capacitate pentru băuturi, reprezenta cincizeci de dramuri (a opta parte dintr-o oca).
Pentru lichide, 10 ocale echivalau cu o vadră (1 vadră = 12,880 l în Țara Românească și 15,200 l în Moldova).
Pentru cereale, 20 de ocale echivalau cu 1 baniță mică iar 40 de ocale echivalau cu 1 baniță mare.
Tot pentru cereale, 22 de ocale echivalau cu 1 oboroc mic iar 44 de ocale echivalau cu 1 oboroc mare.
În România, ocaua a fost introdusă, prin lege, în 1866 și avea și 7 submultipli.
La Muzeul Unirii din Iași pot fi văzute ocale din vremea lui Alexandru Ioan Cuza.

## Ocaua ca unitate de măsură a suprafeței
În „Tabela de drepturi” a Obștii Moșnenilor din Titești, Vâlcea, de la 1858, a fost introdus dramul și ca unitate de măsură a suprafeței în obște, pornind de la ideea că dreptul de un „moș” (neam), echivalent cu 1/12 din întregul hotar, valorează o „oca” – unitate de măsură ce era folosită pentru cântăritul brânzei, la stână. Ocaua, introdusă și ca unitate de suprafață, era egală cu patru sute de dramuri. O litră valora ¼ din oca, fiind echivalentă cu o sută de dramuri.

## Falsificarea ocalelor
În anul 1834, pecetea cu care magistratul orașului Râmnic atesta calitatea ocalelor și cântarelor, folosite în comerțul din piețele orașului, a fost furată de robul Sfintei Episcopii, Grigorie Țiganul. Acesta a fost prins că, în schimbul unor sume de bani, pecetluia cu ea cântare măsluite, aducând prejudicii însemnate cetățenilor orașului.